# Шляхецький-Ляс
Шляхецький-Ляс (пол. Szlachecki Las) — село в Польщі, у гміні Пшиленк Зволенського повіту Мазовецького воєводства.
Населення — 94 особи (2011).
У 1975-1998 роках село належало до Радомського воєводства.

## Демографія
Демографічна структура станом на 31 березня 2011 року:
|          | Загалом | Допрацездатний вік | Працездатний вік | Постпрацездатний вік |
| -------- | ------- | ------------------ | ---------------- | -------------------- |
| Чоловіки | 47      | 8                  | 30               | 9                    |
| Жінки    | 47      | 14                 | 20               | 13                   |
| Разом    | 94      | 22                 | 50               | 22                   |